# 소련의 폴란드 침공
1939년 소련의 폴란드 침공(영어: 1939 Soviet invasion of Poland)은 극동에서 소련과 일본 제국이 할힌골 전투를 치른 직후인 1939년 9월 17일 공식적인 선전포고 없이 폴란드와 소련 간에 일어난 전쟁이다. 1939년 9월 15일 몰로토프-토고 조약이 체결되었으며, 9월 16일 휴전 협정이 발효되었다. 9월 17일, 나치 독일이 폴란드 침공을 한 지 6일 후 소련은 폴란드 침공을 시작했다. 이 침공은 1939년 10월 6일 끝났으며 폴란드 제2공화국 영토 전체는 나치 독일과 소련 간 분할통치 되었다.
1939년 초, 소련은 나치 독일에 대항한 영국, 프랑스, 폴란드, 루마니아 왕국의 동맹에 가입한다. 소련과의 집단 안보 협상은 루마니아와 폴란드에 소련군이 이동할 수 있다는 권한에 반대하여 무산되었다. 이 협상의 실패는 8월 23일 나치 독일과 독일-소련 불가침 조약을 맺게 되는 원인이 된다. 이 불가침 조약에는 북유럽과 동유럽에서 독일과 소련의 정치적 영역을 나누는 비밀 조항도 포함되어 있었다. 불가침 조약 서명 일주일 후인 9월 1일, 독일군은 동부, 서부, 북부에서 폴란드를 침공하기 시작했다. 폴란드군이 남동부로 철수한 이후, 프랑스군과 영국군의 지원을 기대하며 루마니아 교두보에서 장기간 방어를 위한 준비를 시작했다. 그러나, 붉은 군대가 9월 17일 비밀 조항에 따라 케르시를 침공하기 시작한다. 폴란드가 나치 독일의 공격으로 붕괴하여 시민의 안전을 더 이상 보장할 수 없었기 때문에 폴란드에 거주하는 우크라이나인과 벨라루스인을 보호한다는 명목으로 공격했다. 양면 전선에 직면한 폴란드는 루마니아 교두보 방어가 더 이상 불가능하다는 판단을 내리고 루마니아 중립국으로 모든 병력을 대피하라는 지시를 내린다.
붉은 군대는 그 목표를 달성하여 폴란드의 저항을 무너뜨리고 포로 23만명을 얻었다. 소련 정부는 통제하에 1939년 11월 폴란드 점령 영토를 합병했으며 폴란드 시민 1350만명이 소련 시민이 되었다. 소련 정부는 즉시 병합 영토에서 소비에트화를 시작했다. 선거 개최를 포함하여 소련은 폴란드 동부 합병을 정당화하기 위한 법적 조치를 취하기 시작했다. 소련은 재판 외 형벌을 통해 수 천 명의 반대 시민을 진압 및 체포하였다. 소비에트 연방은 1939년부터 1941년까지 점령 지역의 시민 수 천만 명을 4차례에 걸쳐 시베리아 및 기타 원격지로 수용하였다.
소련군은 1941년 여름까지 폴란드 동부를 점령했으며, 이후에는 바르바로사 작전으로 침입한 독일군이 점령했다. 이 지역은 1944년 여름까지 나치 독일이 점령하게 된다. 얄타 회담에서는 소련이 독일-소련 불가침 조약으로 폴란드 제2공화국에 얻은 영토를 점령할 수 있게끔 했고, 대신 폴란드 인민 공화국은 동프로이센과 오데르-나이세선 동부의 영토를 얻을 수 있게 하였다. 소련은 대부분의 영토를 우크라이나 소비에트 사회주의 공화국과 벨로루시 소비에트 사회주의 공화국에 할양했다.
1945년 8월 독일이 항복하면서 1945년 8월 폴란드-소련 국경 조약을 통해 소련-폴란드 간 국경을 명시화했다. 이 조약은 공식적으로 비아위스토크 주변 지역과 프셰미실 부근의 산강 동부의 갈리치아 일부를 폴란드가 합병하게 되었다.

## 이름
이 전쟁의 이름은 대부분 "폴란드-소련 전쟁"으로 알려져 있으나, 폴란드에서는 "러시아-폴란드 전쟁"과 "폴란드-볼셰비키 전쟁", 심지어는 그냥 "볼셰비키 전쟁"(폴란드어: Wojna bolszewicka)이라고 줄여 부르기도 한다. 또한, 일부 폴란드어 문헌에서는 "1920년 전쟁"(폴란드어: Wojna 1920 roku)이라고도 불린다.

## 배경

### 역사적 배경
파리 강화 회의의 결과는 그 지역의 영토 점령 야망을 낮추게 하였다. 유제프 피우수트스키는 폴란드의 국경을 잠재적인 제국주의의 의도에 대응하기 위해 최대한 빨리 러시아나 독일 방향으로 확장하여 폴란드 주도의 연합을 만들러 시도하였다. 같은 시기, 볼셰비키가 적백내전에서 우위를 차지하기 시작하고 서유럽의 다른 공산주의 운동을 돕는 목적으로 서부로 진출하기 시작하였다. 1919년의 국경 전초전은 1920년대 전진적으로 소비에트-폴란드 전쟁으로 확대되었다. 바르샤바 전투에서 폴란드군이 승리한 이후, 소련은 평화 협상을 요청했고 1920년 10월 휴전 협정으로 끝났다. 두 국가간의 평화 조약인 리가 조약은 1921년 3월 18일 맺어졌으며 소비에트 러시아와 폴란드 사이의 국경 협정과 함께 맺었다. 전간기의 대부분 기간에 소련과 폴란드 간 국경을 정리하는 동안, 소련은 분쟁중인 국경 지역에서 폴란드에 평화적으로 영토를 양보하였고, 결국에는 1772년 폴란드 분할 이전 러시아 제국과 폴란드-리투아니아 연방 사이의 국경과 비슷해졌다. 평화 협정의 여파로 소련 지도자들은 약 20년 동안 거의 대부분 국제 혁명의 원지를 포기하고 놓지 않았다.

### 조약 협상

독일-소련 불가침 조약에 따라 계획된 폴란드 분할과 실제 폴란드 분할도.

1939년 중반, 소련은 잠재적인 독일 침공과 정치 및 군사 협정에 관해 영국, 프랑스와 협상을 시작했다. 폴란드는 이 회담에 참여하지 않았고, 소비에트 러시아와 폴란드 정부 간의 협상은 독일에게 심각한 반응을 끼칠 것이라고 생각했다. 이 회담에서는 중부 및 동유럽 국가에서 독일군의 침공이 발생할 때에 대한 잠재적 보장에 관한 논의가 중점이 되었다. 소련은 영국과 프랑스가 스페인 내전 기간 동안 팔랑헤당을 저지하는 것이나 독일의 체코슬로바키아 팽창 저지를 막는 데 실패했기 때문에 집단 안보 협정에 대해 신뢰하지 않았다. 또한, 소련은 영국과 프랑스가 나치 독일-소련 간 잠재적 갈등에 대해 추구한다는 의심을 품었다. 그 결과, 소련은 영토 공격에 대한 지원을 보증하는 군사 동맹을 하려 하지 않았다. 소련은 완충 지대 형성을 위해 핀란드, 루마니아를 영향권에 두고 경우에 따라서 소련의 영향권 내에 있는 나라가 공격당할 경우 군사 지원도 하게 해달라고 요구했다. 또한, 소련은 영향권 내에서 안보를 위협하는 사건이 일어날 경우 그 나라를 점령할 권리를 요구했다. 8월 중순에 군사 회담이 시작되었을 때 독일이 침공을 시작했을 경우 소련군은 폴란드 영토를 통해 신속히 이동하자는 방안에 대해 협상했고, 영국과 프랑스 정부는 이러한 조건에 동의하라고 폴란드에게 압력을 주면서 폴란드의 답변을 기다렸다. 하지만 폴란드는 붉은 군대가 폴란드 영토를 점령하면 떠나지 않을 것이란 생각에 폴란드 영토 내에 소련군을 통과시키는 것을 거부했다. 소련은 폴란드의 소원은 무시하고 반대 의견에도 불구하고 3자 회담에서 협약을 통과시키자는 제안을 했다. 영국은 이러한 움직임은 폴란드와 독일을 강력한 동맹 상태로 만들게 될 것이라며 제안을 거부했다.
한편, 독일은 비밀리에 소련 외교관에게 영국과 프랑스보다 더욱 나은 조건으로 정치적 합의를 해 줄 수 있다고 접선했다. 소련은 3개국과 협상하는 동안 동시에 나치 독일과 경제 협력 조약에 관한 협의를 시작했다. 1939년 7월 말에서 8월 초, 소련과 독일 정부는 경제 협력 조약에 대한 세부 내용, 특히 잠재적인 정치적 협약에 대한 합의를 끝냈다. 1939년 8월 19일, 독일과 소련 정부는 독일-소련 상업 조약을 맺어 독일은 무기, 군사 기술, 민간 기계 원조에 대한 대가로 여러 소련산 원료를 받기로 했다. 이틀 후, 소련은 3자 군축 회담에서 탈퇴했다. 8월 24일, 소련과 독일은 무역 협정과 함께 군사, 정치적 조약인 독일-소련 불가침 조약을 맺었다. 이 조약에는 북유럽 및 동유럽의 독일 및 소련 영향권에 대한 비밀 분할 협정도 포함되어 있었다. 소련은 처음에는 핀란드, 에스토니아, 라트비아의 영향권을 가졌다. 또한, 독일과 소련은 폴란드를 피사강-나레우강-비스와강-산강을 경계로 하여 서부는 독일이, 동부는 소련이 점령하기로 했다. 이 조약은 소련이 서부로 여분의 방어선을 구축할 수 있게 해 주었고, 리가 평화 조약으로 잃은 영토를 되찾고 동부 및 서부 우크라이나와 벨라루스의 영토도 회복할 수 있게 되었다.
독일과 소련이 협정을 맺은 하루 후, 프랑스와 영국 군사 협정 대표단은 긴급히 소련 국방장관인 클리멘트 보로실로프와 회담을 요청했다. 8월 25일, 보로실로프는 "정치 상황은 변화했으며, 이 대화는 더 이상 유용한 목적을 거둘 수 없다"라고 말했다. 같은 날, 영국과 폴란드는 영국-폴란드 상호 지원 협정을 맺었다. 이 협정에 따르면, 영국은 폴란드의 독립 보장을 위해 폴란드 방어에 영국군을 투입할 수 있었다.

## 같이 보기
- 폴란드의 역사

### 참조
1. ↑  평화시에 동부에 주둔한 폴란드 육군 뿐 아니라, 독일의 침공 전에는 많은 폴란드 국경 방어 군단이 폴란드-독일 국경으로 옮겨졌다. 동부 국경을 지키고 있던 군은 오직 20,000명이었다.[1]
2. ↑  독일에서 후퇴한 폴란드군은 약화되었기 때문에 정확한 병력 수치 추정에 문제가 생긴다. 샌포드는 소련군이 공세할 당시 동부에서 약 25만명이 산발적인 저항을 했다고 추정한다.[1]
3. ↑  이 수치에서 약 2,500명의 반폴란드 성향의 우크라이나 민족 단체(Organization of Ukrainian Nationalists)의 보복으로 인한 사상은 포함하지 않는다.[1]
4. ↑  크리보셰프의 소비에트 연방의 공식적인 사상자는 1,475명 전투 중 사망 또는 실종으로 추정되며(우크라이나 전선군 - 972명, 벨라루스 전선군 - 503명) 2,383명이 전투 중 부상을 입었다(우크라이나 전선군 - 1,741명, 벨라루스 전선군 - 642명). 소비에트 연방은 전투 중 전차 약 150대를 잃었고 43대가 복구할 수 없는 손실을 입게 되었으며, 수백 대가 기술적인 문제를 겪었다.[3] 샌포드는 폴란드가 주장하는 소비에트 연방의 사상자는 약 3천명에서 만명이 부상을 입었다고 추정한다.[1] 러시아 역사학자 이고르 부니치(Igor Bunich)는 5,327명이 전투 중 사망 또는 부상을 입었다고 추정한다.[5]
5. ↑  소련은 독일군이 바르샤바를 점령하기 전까지 폴란드 침공에 개입하길 꺼려했다.[10] 9월 9일 독일 대사 프리드리히 베르너 폰 드 슐렌스버그가 전달한 협정 내용에 따라 폴란드 동부를 공격한다는 소련의 입장을 들었지만, 실제 소련의 공격은 일주일 이상 지연되었다.[11]
6. ↑  1939년부터 1941년까지 추방된 사람의 정확한 수는 알 수 없다. 대략 35만 명에서 150만 내로 추측하고 있다. 룸멜은 120만 명으로 추측하며, 쿠슬러는 150만 명 정도르 추측하고 있다.[19][20]
7. ↑  또는 "폴란드-러시아 전쟁"
8. ↑  1) Cisek 1990 Sąsiedzi wobec wojny 1920 roku. Wybór dokumentów.
2) Szczepański 1995 Wojna 1920 roku na Mazowszu i Podlasiu
3) Sikorski 1991 Nad Wisłą i Wkrą. Studium do polsko–radzieckiej wojny 1920 roku 등등
9. ↑  9월 28일, 국경 협정에서 비스툴라 강-부크 강 서부를 독일 영역으로 넓히는 대신 리투아니아를 소련의 영향권으로 바꾸었다.[46][47]

### 서지
- Biskupski, Mieczyslaw B.; Wandycz, Piotr Stefan (2003). 《Ideology, Politics, and Diplomacy in East Central Europe》. Boydell & Brewer. ISBN 1-58046-137-9.
- Carley, Michael Jabara (1993). “End of the 'Low, Dishonest Decade': Failure of the Anglo–Franco–Soviet Alliance in 1939”. 《Europe-Asia Studies》 45 (2): 303–341. doi:10.1080/09668139308412091.
- Dallas, Gregor (2005). 《1945: The War That Never Ended》. Yale University Press. ISBN 978-0-300-10980-1.
- Davies, Norman (1972). 《White Eagle, Red Star: the Polish-Soviet War, 1919–20》. New York: St. Martin's Press. ISBN 0-7126-0694-7.
- Davies, Norman (1996). 《Europe: A History》. Oxford: Oxford University Press. ISBN 0-19-820171-0.
- Davies, Norman (2002). 《God's Playground》 revis판. Columbia University Press. ISBN 0-231-12819-3.
- Dean, Martin (2000). 《Collaboration in the Holocaust: Crimes of the Local Police in Belorussia and Ukraine, 1941–44》. Basingstoke: Palgrave Macmillan. ISBN 1-4039-6371-1.
- Degras, Jane Tabrisky (1953). 《Soviet Documents on Foreign Policy. Volume I: 1917–1941》. Oxford: Oxford University Press.
- Dunnigan, James F. (2004). 《The World War II Bookshelf: Fifty Must-Read Books》. New York: Citadel Press. ISBN 0-8065-2609-2.
- Ferro, Marc (2003). 《The Use and Abuse of History: Or How the Past Is Taught to Children》. London, New York: Routledge. ISBN 978-0-415-28592-6.
- Fraser, Thomas Grant; Dunn, Seamus; von Habsburg, Otto (1996). 《Europe and Ethnicity: the First World War and contemporary ethnic conflict》. Routledge. ISBN 0-415-11995-2.
- Goldstein. 《Missing》.
- Gelven, Michael (1994). 《War and Existence: A Philosophical Inquiry》. Pennsylvania: Penn State University Press. ISBN 0-271-01054-1.
- Goldman, Stuart D. (2012). 《Nomonhan, 1939; The Red Army's Victory That Shaped World War II》. Naval Institute Press. ISBN 978-1-61251-098-9.
- Gronowicz, Antoni (1976). 《Polish Profiles: The Land, the People, and Their History》. Westport, Connecticut: L. Hill. ISBN 0-88208-060-1.
- Gross, Jan Tomasz (2002). 《Revolution from Abroad: The Soviet Conquest of Poland's Western Ukraine and Western Belorussia》. Princeton, NJ: Princeton University Press. ISBN 0-691-09603-1.
- Hehn, Paul N. (2005). 《A low dishonest decade: the great powers, Eastern Europe, and the economic origins of World War II, 1930–1941》. Continuum International Publishing Group. ISBN 978-0-8264-1761-9.
- Henderson (1939). 《Documents concerning German-Polish relations and the outbreak of hostilities between Great Britain and Germany on September 3, 1939》. Great Britain Foreign Office.
- Hiden, John; Lane, Thomas (2003). 《The Baltic and the Outbreak of the Second World War》. Cambridge University Press. ISBN 978-0-521-53120-7.
- House, Edward; Seymour, Charles (1921). 《What Really Happened at Paris》. Scribner.
- Jackson, Julian (2003). 《The Fall of France: The Nazi Invasion of 1940》. Oxford: Oxford University Press. ISBN 0-19-280300-X.
- Kenéz, Peter (2006). 《A History of the Soviet Union from the Beginning to the End》 2판. Cambridge: Cambridge University Press. ISBN 978-0-521-86437-4.
- Kitchen, Martin (1990). 《A World in Flames: A Short History of the Second World War》. Longman. ISBN 0-582-03408-6.
- Kubik, Jan (1994). 《The Power of Symbols Against the Symbols of Power: the Rise of Solidarity and the Fall of State》. Pennsylvania: Penn State University Press. ISBN 0-271-01084-3.
- Kushner, Tony; Knox, Katharine (1999). 《Refugees in an Age of Genocide》. London, New York: Routledge. ISBN 0-7146-4783-7.
- Kutrzeba, S (1950). 〈The Struggle for the Frontiers, 1919–1923〉.   Reddaway, William Fiddian. 《The Cambridge history of Poland |volume1》. Cambridge: Cambridge University Press. 512–543쪽.
- Levin, Dov (1995). 《The lesser of two evils: Eastern European Jewry under Soviet rule, 1939–1941》. Jewish Publication Society. ISBN 978-0-8276-0518-3.
- Manvell, Roger; Fraenkel, Heinrich (2007). 《Heinrich Himmler: The Sinister Life of the Head of the SS and Gestapo》. London: Greenhill. ISBN 978-1-60239-178-9.
- Mendelsohn, Ezra (2009). 《Jews and the Sporting Life: Studies in Contemporary Jewry XXIII》. Oxford University Press. ISBN 978-0-19-538291-4.
- Miner, Steven Merritt (2003). 《Stalin's Holy War: Religion, Nationalism, and Alliance Politics, 1941–1945》. North Carolina: UNC Press. ISBN 0-8078-2736-3.
- Montefiore, Simon Sebag (2003). 《Stalin: The Court of the Red Tsar》. New York: Vintage Books. ISBN 1-4000-7678-1.
- Mowat, Charles Loch (1968). 《Britain between the wars: 1918–1940》. Cambridge: Cambridge University Press. ISBN 0-416-29510-X.
- Moynihan, Daniel Patrick (1990). 《On the Law of Nations》. Cambridge, Massachusetts: Harvard University Press. ISBN 0-674-63575-2.
- Neilson, Keith (2006). 《Britain, Soviet Russia and the Collapse of the Versailles Order, 1919–1939》. Cambridge: Cambridge University Press. ISBN 978-0-521-85713-0.
- Nowak, Andrzej (January 1997). “The Russo-Polish Historical Confrontation”. 《Sarmatian Review》 XVII (1). 2007년 7월 16일에 확인함.
- Orlik-Rückemann, Wilhelm (1985).  Jerzewski, Leopold, 편집. 《Kampania wrześniowa na Polesiu i Wołyniu: 17.IX.1939–1.X.1939》 (폴란드어). Warsaw: Głos.
- Piotrowski, Tadeusz (1998). 《Poland's Holocaust: Ethnic Strife: Collaboration with Occupying Forces and Genocide in the Second Republic, 1918–1947》. Jefferson, North Carolina: McFarland & Company. ISBN 0-7864-0371-3.
- Osmańczyk, Edmund Jan (2003).  Mango, Anthony, 편집. 《Encyclopedia of the United Nations and international agreements》 1 3판. New York: Routledge. ISBN 0-415-93921-6.
- Polonsky, Antony; Michlic, Joanna B. (2004). 《The neighbors respond: the controversy over the Jedwabne Massacre in Poland》. Princeton University Press. ISBN 978-0-691-11306-7.
- Prazmowska, Anita J. (1995). 《Britain and Poland 1939–1943: The Betrayed Ally》. Cambridge: Cambridge University Press. ISBN 0-521-48385-9.
- Rieber, Alfred Joseph (2000). 《Forced Migration in Central and Eastern Europe: 1939–1950》. London, New York: Routledge. ISBN 0-7146-5132-X.
- Roberts, Geoffrey (1992). “The Soviet Decision for a Pact with Nazi Germany”. 《Soviet Studies》 44 (1): 57–78.
- Roshwald, Aviel (2001). 《Ethnic Nationalism and the Fall of Empires: Central Europe, the Middle East and Russia, 1914–1923》. Routledge. ISBN 0-415-17893-2.
- Rummel, Rudolph Joseph (1990). 《Lethal Politics: Soviet Genocide and Mass Murder Since 1917》. New Jersey: Transaction. ISBN 1-56000-887-3.
- Ryziński, Kazimierz; Dalecki, Ryszard (1990). 《Obrona Lwowa w roku 1939》 (폴란드어). Warszawa: Instytut Lwowski. ISBN 978-83-03-03356-7.
- Sanford, George (2005). 《Katyn and the Soviet Massacre Of 1940: Truth, Justice And Memory》. London, New York: Routledge. ISBN 0-415-33873-5.
- Shaw, Louise Grace (2003). 《The British Political Elite and the Soviet Union, 1937–1939》. London, New York: Routledge. ISBN 0-7146-5398-5.
- Shirer, William L. (1990). 《The Rise and Fall of the Third Reich: A History of Nazi Germany》. Simon and Schuster. ISBN 0-671-72868-7.
- Snyder, Timothy (2005). 〈Covert Polish Missions Across the Soviet Ukrainian Border, 1928–1933〉.   Salvatici, Silvia. 《Confini: Costruzioni, Attraversamenti, Rappresentazionicura》. Soveria Mannelli (Catanzaro): Rubbettino. ISBN 88-498-1276-0.
- Stachura, Peter D. (2004). 《Poland, 1918–1945: An Interpretive and Documentary History of the Second Republic》. London, New York: Routledge. ISBN 0-415-34357-7.
- Stanley. 《Missing》.
- Taylor, A. J. P. (1975). 《The Second World War: An Illustrated History》. London: Putnam. ISBN 0-399-11412-2.
- Topolewski, Stanisław; Polak, Andrzej (2005). 《60. rocznica zakończenia II wojny światowej》 [60th anniversary of the end of World War II] (PDF). Edukacja Humanistyczna w Wojsku (Humanist Education in the Army) (폴란드어) 1. Dom wydawniczy Wojska Polskiego (Publishing House of the Polish Army). ISSN = 1734-6584 = |issn= 값 확인 필요 (도움말). 2007년 9월 29일에 원본 문서 (pdf)에서 보존된 문서. 2006년 11월 28일에 확인함.
- Trela-Mazur, Elżbieta (1997).  Bonusiak, Włodzimierz, 편집. 《Sowietyzacja oświaty w Małopolsce Wschodniej pod radziecką okupacją 1939–1941 (Sovietization of Education in Eastern Lesser Poland During the Soviet Occupation 1939–1941)》 (폴란드어). Kielce: Wyższa Szkoła Pedagogiczna im. Jana Kochanowskiego. ISBN 978-83-7133-100-8.
- Tucker, Robert C. (1992). 《Stalin in Power: The Revolution from Above, 1929–1941》. New York: Norton. ISBN 0-393-30869-3.
- Watson, Derek (2000). “Molotov's Apprenticeship in Foreign Policy: The Triple Alliance Negotiations in 1939”. 《Europe-Asia Studies》 52 (4): 695–722. doi:10.1080/713663077.
- Weinberg, Gerhard (1994). 《A World at Arms: A Global History of World War II》. Cambridge: Cambridge University Press. ISBN 0-521-44317-2.
- Wilson, Andrew (1997). 《Ukrainian Nationalism in the 1990s: A Minority Faith》. Cambridge, New York: Cambridge University Press. ISBN 0-521-57457-9.
- Wettig, Gerhard (2008). 《Stalin and the Cold War in Europe: the emergence and development of East–West conflict, 1939–195 3》. Lanham: Rowman & Littlefield. ISBN 0-7425-5542-9.
- Zaloga, Steven J. (2002). 《Poland 1939: The Birth of Blitzkrieg》. Oxford: Osprey Publishing. ISBN 1-84176-408-6.